# Peter Socha
Peter Socha (* 25. května 1951) byl slovenský politik SNS, po sametové revoluci československý poslanec Sněmovny lidu Federálního shromáždění.

## Biografie
Ve volbách roku 1992 byl za SNS zvolen do Sněmovny lidu. Ve Federálním shromáždění setrval do zániku Československa v prosinci 1992. Uvádí se jako podplukovník v záloze, bytem Bratislava.